# Ehrendivision 1937/38
Die Ehrendivision 1937/38 war die 28. Spielzeit der höchsten luxemburgischen Fußballliga.
Spora Luxemburg gewann den siebten Meistertitel in der Vereinsgeschichte.

## Abschlusstabelle
| Pl. | Verein                        | Sp. | S  | U | N  | Tore    | Quote | Punkte |
| --- | ----------------------------- | --- | -- | - | -- | ------- | ----- | ------ |
| 1.  | Spora Luxemburg               | 18  | 11 | 4 | 3  | 048:260 | 1,85  | 26:10  |
| 2.  | Jeunesse Esch (M, P)          | 18  | 10 | 4 | 4  | 040:260 | 1,54  | 24:12  |
| 3.  | Stade Düdelingen              | 18  | 10 | 2 | 6  | 049:280 | 1,75  | 22:14  |
| 4.  | US Düdelingen                 | 18  | 9  | 3 | 6  | 043:280 | 1,54  | 21:15  |
| 5.  | Progrès Niederkorn            | 18  | 7  | 4 | 7  | 035:290 | 1,21  | 18:18  |
| 6.  | Union Luxemburg               | 18  | 8  | 2 | 8  | 035:380 | 0,92  | 18:18  |
| 7.  | CS Fola Esch                  | 18  | 7  | 3 | 8  | 029:430 | 0,67  | 17:19  |
| 8.  | The National Schifflingen (N) | 18  | 6  | 1 | 11 | 035:490 | 0,71  | 13:23  |
| 9.  | AS Differdingen (N)           | 18  | 4  | 4 | 10 | 033:550 | 0,60  | 12:24  |
| 10. | Red Boys Differdingen         | 18  | 3  | 3 | 12 | 023:480 | 0,48  | 09:27  |

| (M) | amtierender Meister               |
| (P) | amtierender Pokalsieger           |
| (N) | Neuaufsteiger aus der 1. Division |

### Kreuztabelle
| 1937/38                   | Spora Luxemburg | JEU | Stade Düdelingen | US Düdelingen | Progrès Niederkorn | Union Luxemburg | Fola Esch | TNS | ASD | Red Boys Differdingen |
| ------------------------- | --------------- | --- | ---------------- | ------------- | ------------------ | --------------- | --------- | --- | --- | --------------------- |
| Spora Luxemburg           |                 | 1:1 | 1:1              | 3:2           | 3:2                | 5:0             | 4:1       | 6:4 | 4:0 | 5:1                   |
| Jeunesse Esch             | 4:3             |     | 3:1              | 2:1           | 3:1                | 0:1             | 5:1       | 4:1 | 6:2 | 3:2                   |
| Stade Düdelingen          | 1:2             | 1:0 |                  | 2:0           | 4:2                | 5:2             | 5:0       | 4:0 | 7:2 | 2:1                   |
| US Düdelingen             | 1:1             | 2:0 | 4:2              |               | 0:0                | 4:3             | 4:0       | 2:3 | 6:0 | 5:1                   |
| Progrès Niederkorn        | 2:1             | 0:0 | 1:1              | 3:2           |                    | 0:1             | 1:2       | 4:1 | 5:2 | 2:0                   |
| Union Luxemburg           | 0:2             | 0:2 | 3:2              | 1:1           | 4:2                |                 | 2:0       | 4:0 | 4:5 | 4:3                   |
| CS Fola Esch              | 3:3             | 3:0 | 0:3              | 4:1           | 0:2                | 2:1             |           | 2:0 | 2:1 | 4:1                   |
| The National Schifflingen | 0:1             | 4:4 | 4:2              | 0:1           | 1:5                | 2:1             | 5:0       |     | 4:1 | 3:2                   |
| AS Differdingen           | 0:1             | 2:3 | 3:1              | 1:2           | 3:3                | 1:1             | 4:4       | 3:2 |     | 3:0                   |
| Red Boys Differdingen     | 3:2             | 0:0 | 0:5              | 2:5           | 1:0                | 2:3             | 1:1       | 3:1 | 0:0 |                       |